# デイオケス
デイオケス（Deiokes、アッシリア語：ダイウック、ギリシア語: Δηιόκης）は、メディア王国の初代王とされる人物。治世は紀元前728年 - 716年と推定される。

## 来歴

### ヘロドトスによる記述
古代ギリシアの歴史家ヘロドトスの記述によると、デイオケスは故郷で裁判官となり、その公正な裁きで広い地域で評判となったという。自分の影響力を悟ったデイオケスは裁判官を辞めると宣言する。すると犯罪や暴力事件が多発するようになり、人々はデイオケスに裁判官に戻るよう懇願した。デイオケスの要求により人々はデイオケスを王に選び、国土に法と秩序を行われることを希望した。デイオケスは王位を受け入れ、宮殿を新都に建設するよう命じた。これがエクバタナ（現在のハマダーン）の起こりであるという。
デイオケスは独裁者として統治し、人民に会おうとしなくなった。最高判事として振る舞うと同時に、国内にスパイを放って法が行われているかを監視させたという。デイオケスは多くの部族を統一してメディア王国を建設した。

### アッシリア史料に登場するデイオケス
ヘロドトスの記述するデイオケスの生涯は、多分に空想的であり、歴史的事実とは合致しない。アッシリア碑文ではデイオケスはマンナエ王ダイウックとして登場し、アッシリアに反抗した部族の長であった。アッシリアはその支配をイラン高原に拡大しようとしており、ウラルトゥ王国と共にマンナエはこれに敵対した。ウラルトゥはマンナエと結んだが、これはマンナエをアッシリアとの緩衝国にしようとする目的と、マンナエの戦術を同盟軍として貴重なものとしていたためであるという。
紀元前716年にアッシリア王サルゴン2世はウラルトゥ王ルサ1世に戦争を仕掛けた際、ダイウックはウラルトゥと結んだ。アッシリア軍はダイウックを捕らえ、その家族とともにシリアのハマに強制移住させたという。

### 史料比較
ヘロドトスも、またのちのアケメネス朝ペルシア時代の史料も、この強制移住については触れていない。ヘロドトスはデイオケスが53年間王位にあったとしているが、ダイウックの強制移住は紀元前716年であるため、ヘロドトスの記述を信じればその在位期間は紀元前768年 - 715年ということになる。しかしヘロドトスのメディア王国史に関する記述には信憑性に問題があり、またイランでの一次資料が欠けることもあって実像は不明である。

## 文献
- 松平千秋訳注 『ヘロドトス　歴史』（上中下、岩波文庫、1971年 - 1972年）
- Roman Ghirshman: Iran, From The Earliest Times To The Islamic Conquest. Paris 1951.
- Mischa Meier, Uwe Walter, Josef Wiesehöfer u.a.: Deiokes, König der Meder. Eine Herodot-Episode in ihren Kontexten. Stuttgart 2004.
- Robert Rollinger: Die Meder in: Hubert Cancik DNP, Supplementband 1, Herrscherlisten, Metzler, Stuttgart 2005, S. 112-115